# 土井利広
土井 利広（どい としひろ、旧字体：利廣）は、江戸時代後期の下総国古河藩の世嗣。官位は従五位下・周防守。

## 略歴
天明元年（1781年）、土井利厚の三男として誕生。娘に土井利位養女（土井利亨正室）。
寛政7年（1795年）、11代将軍・徳川家斉に初御目見し叙任するも、家督相続前の文化9年（1812年）に早世した。享年22。
代わって、三河国刈谷藩の分家から利位が養子に迎えられ、家督を継いだ。